# بيت نور الدين (بعدان)

تعديل مصدري - تعديل

بيت نور الدين محلة تابعة لقرية الغوضة، التابعة لعزلة المنار بمديرية بعدان إحدى مديريات محافظة إب في الجمهورية اليمنية، بلغ تعداد سكانها 120 حسب تعداد اليمن لعام 2004.